# Trøske (infektion)
 For alternative betydninger, se Trøske. (Se også artikler, som begynder med Trøske)
Trøske er betegnelsen for en infektion med gærsvampen Candida albicans i munden på spædbørn.
| Sygdom | Spire Denne artikel om sygdom er en spire som bør udbygges. Du er velkommen til at hjælpe Wikipedia ved at udvide den. |